# Germantown, Ohio
Germantown är en ort i Montgomery County i Ohio. Vid 2020 års folkräkning hade Germantown 5 796 invånare.